# Vamo SC
Vamo SC – bułgarski producent silników Diesla z siedzibą w Warnie. Nazwa VAMO to skrót od Varna Motors.

## Historia
Firma została założona w 1935 roku w Warnie.
W 1967 roku zakupiona została zakupiona licencja od angielskiej firmy Perkins na 5 typów silników wysokoprężnych. W tym samym roku rozpoczęła się budowa nowego zakładu produkcyjnego o mocy produkcyjnej 40 000 jednostek. 
W latach 1982-1985 nowy 3-cylindrowy silnik D2900, zunifikowany z licencyjnym 4-cylindrowy silnikiem D3900, został zaprojektowany przez inżynierów VAMO.
W 1991 roku fabryka imienia Wasił Kołarow stała się spółką akcyjną i zmieniła nazwę na Vamo. W kwietniu 2007 roku produkcja została wstrzymana z powodu znacznego spadku wolumenu zamówień i wykorzystania mocy produkcyjnych zakładu, co wymaga restrukturyzacji firmy przy znacznym zmniejszeniu liczby pracowników.